# علم أمراض النساء في روما القديمة
تأتي معرفة المؤرخين المعاصرين بأمراض النساء والتوليد الرومانية القديمة في المقام الأول من أطروحة سورانوس من أفسس المكونة من أربعة مجلدات عن أمراض النساء وقد  غطت كتاباته بعض الحالات الطبية مثل هبوط الرحم والسرطان والعلاجات التي تشمل مواد مثل الأعشاب والأدوات مثل الفرزجة واعتقد الأطباء الرومان القدماء أن الحيض كان يهدف إلى تخليص جسم الأنثى من السوائل الزائدة وكانوا يعتقدون أن دم الحيض له قوى خاصة. ربما لاحظ الأطباء الرومان أيضًا حالات مثل متلازمة ما قبل الحيض.

## التقنيات

### هبوط الرحم
تدلي أو هبوط الرحم هي حالة طبية يمتد فيها الرحم نحو فتحة المهبل.و من الممكن أن تكون هذه الحالة هي الأصل في الاعتقاد بأن الرحم يمكن أن يتحرك. عالج أطباء أمراض النساء الرومان القدماء هذه الحالة عن طريق تعليق المريض رأسًا على عقب من على سلم لكن لم يتم قبول هذا العلاج عالميًا من قبل الأطباء الرومان القدماء حيث انتقد سورانوس أفسس هذه الطريقة. ومن العلاجات الأخرى في ذلك الوقت لف الأيتيتس  في جلد الحيوانات التي تم التضحية بها والأيتيتس عبارة عن أحجار سحرية تستخدم لحماية الجنين وتسهيل الولادة. أما عن استئصال الرحم فقد تمت الإشارة اليه فقط من خلال كتابة سورانوس أن امرأة مصابة بالغرغرينا و الرحم المقلوب قد تمت إزالة رحمها ومثانتها.

### الإجهاض وسلس البول
كانت هناك إجراءات جراحية للإجهاض في روما القديمة، لكنها نادرًا ما كانت تُستخدم، وكانت معظم عمليات الإجهاض تتم باستخدام الأعشاب أو غيرها من العقاقير. عندما تم استخدام الجراحة، كانت تنطوي على استخدام أدوات جراحية لاختراق الأم وعادةً ما تنتهي هذه العملية بوفاة الأم والجنين.
 كتب سورانوس من أفسس أن التطهير، وحمل الأوزان الثقيلة، وحقن زيت الزيتون في المهبل أو الرحم، كانت جميعها إجراءات تُستَخدم لإجراء عمليات الإجهاض. يعتقد الأطباء الرومان القدماء، بمن فيهم سورانوس، أن الإجهاض يحظره قسم أبقراط، الذي يحظر إعطاء المرأة «فرزجة لتسبب الإجهاض». وفقًا لسورانوس، كان الاستثناء الوحيد الذي يسمح فيه عمل الإجهاض هو عندما كان الحمل يهدد حياة الأم.
 وصف كل من جالين، وهو طبيب يوناني، وأبقراط استخدام تدريب عضلات قاع الحوض، المعروف الآن باسم تمارين كيجل، لعلاج سلس البول. تم افتراض أن هذه التقنيات مفيدة للصحة الجسدية والروحية والجنسية.

### الدورة الشهرية

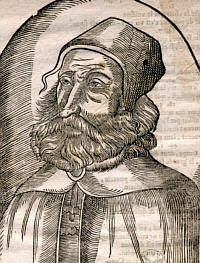
جالينوس بيرغامون، طبيب روماني قديم

يعتقد الأطباء الرومان القدماء مثل أيتيوس أن انقطاع الطمث،  أو غياب الدورة الشهرية، كان سببه «المزاج الحار». لاحظ سورانوس وجود أسباب نفسية جسدية لهذه الحالة لكن لم ينصح بأي علاج كما أنه أعتقد أن هذه الحالة يمكن أن تكون ناجمة عن عدم وجود جسم أنثوي، وأوصى بالحد من تناول الطعام لمحاولة إعادة تشكيل الجسم. بعض الأطعمة والأدوية المستخدمة لعلاج هذه الحالة هي الخيار والعنب والنبيذ. ويمكن علاجها أيضًا بشق غشاء البكارة. تم استخدام هذا العلاج أيضًا لعلاج عسر الطمث، والذي أطلق عليه الرومان اسم «احتباس تدفق الدورة الشهرية». وهو اضطراب في الدورة الشهرية يتميز بألم في الحوض أو البطن أو الظهر ناتج عن الدورة الشهرية. البابونج هو نوع من النباتات التي تشبه الأقحوان التي تستخدمها المرأة الرومانية القديمة لعلاج عسر الطمث. كان بزل الوريد من خلال العلقات نوعًا آخر من العلاج لهذا الاضطراب. في روما القديمة، كانت النساء اللواتي يعانين من نزيف حيض غزير يتم علاجهن عن طريق وضع أربطة على الفخذ والإبط، وبالتالي منع تدفق الدم في جميع أنحاء الجسم حيث تم افتراض أن هذا أدى أيضًا إلى انخفاض تدفق الدم إلى الرحم. بعد ذلك، تم إدخال الفلين غير الحاد، والقار السائل، والفرازات المبللة بالشبة، أو عصارة النبات، أو صفار البيض المحمص داخل المهبل.

### سرطان
لاحظ الأطباء الرومان القدماء أن سرطان الثدي وسرطان المبيض يحدثان بشكل متكرر في بعض العائلات أكثر من غيرها. يعتقد جالينوس أن الحيض سيخلص المرأة من العصارة الصفراوية السوداء، وبالتالي يمكن أن تعالج الكآبة، وهو مصطلح تاريخي للاكتئاب. خلص جالين إلى أن انقطاع الطمث، أو توقف الدورة الشهرية، سيؤدي إلى زيادة في الصفراء السوداء وبالتالي سرطان الثدي.
يتكون علاج سرطان الثدي من إراقة الدماء والعلاج بالحجامة. وصف أولوس سيلسوس مراحل سرطان الثدي في أطروحته دي ميديسينا . في المرحلة الأولى، عندما يقتصر السرطان على الآفة، تم استخدام المواد الكاوية، يليها شق، ثم الكي.هذه المرحلة كانت تسمى cacoethes . اعتبر سيلسوس أن هذا العلاج فعال فقط في المراحل المبكرة أما خلال المرحلة اللاحقة، كان يُعتقد أنه مجرد تسريع لموت المريض. بينما لم يدافع سيلسوس عن استئصال عضلات الصدر، اعتقد جالين أن الطريقة الوحيدة للتخلص من سرطان الثدي هي استئصال جميع المناطق المصابة من الجسم.
 يُعتقد أن سرطان عنق الرحم مرض يصيب بشكل أساسي النساء المتزوجات والأرامل والبغايا أما الراهبات والعذارى سيبقين غير متأثرات وذلك يدل على  ربط الرومان بين سرطان عنق الرحم والاتصال الجنسي المتكرر بسبب فيروس معروف باسم فيروس الورم الحليمي البشري المعروف بأنه يسبب سرطان عنق الرحم وينتقل عن طريق الاتصال الجنسي.

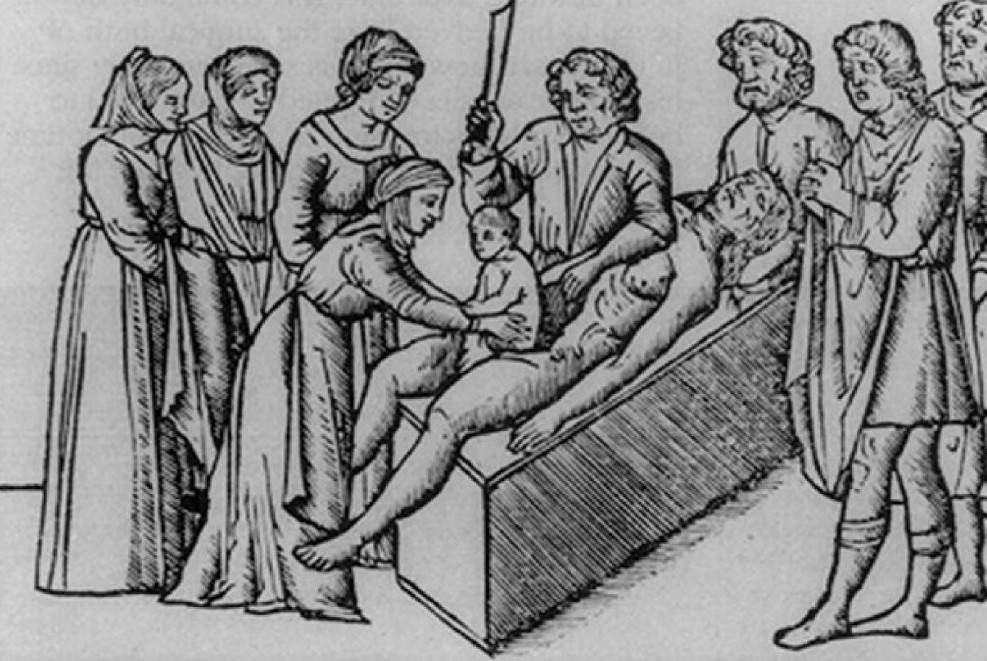
نقش خشبي من العصور الوسطى يصور ولادة يوليوس قيصر

### الولادة القيصرية
خلال عملية قيصرية رومانية، كان الأطباء يقومون بعمل شق في بطن ورحم الأم ثم  إزالة الطفل. كما يمكن إجراء هذه العملية أيضًا على الأمهات المتوفيات من أجل إخراج الأطفال من جثثهن. كان من النادر أن يقوم الأطباء بإجراء هذه العملية، حيث كان لها معدل وفيات مرتفع. وفقًا للديانة الرومانية، وُلد الإله أسكليبيوس في عملية قيصرية. المؤرخان الرومانيان سوتونيوس وبليني الأكبر يسجلان أيضًا أن يوليوس قيصر ولد في عملية قيصرية. ومع ذلك، فإن صحة هذه الادعاءات محل نقاش.

## الفهم العلمي

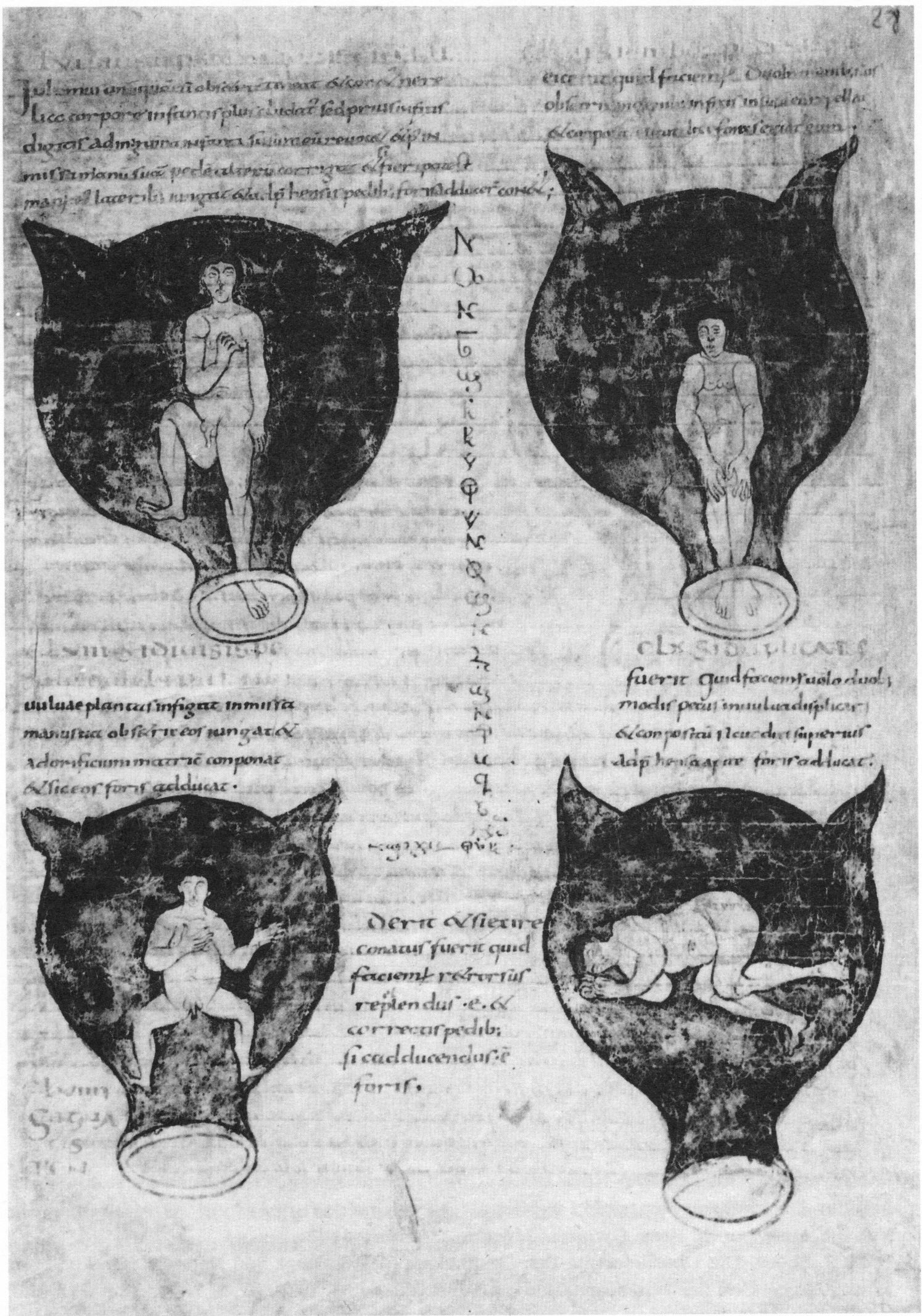
رسم توضيحي للجنين في استنساخ العصور الوسطى لأطروحة سورانوس

### الحيض
يعتقد أطباء أمراض النساء اليونانيون والرومانيون القدماء أن النساء أكثر عرضة بشكل طبيعي لاختلال التوازن الخلطي وبالتالي المرض على سبيل المثال، كانت النساء أكثر عرضة لأن يصبحن «رطبات» وكان يُعتَقَد أن الجسم الأنثى يحتوي على ماء أكثر من جسم الذكر. اعتقد الأطباء القدماء أن البلوغ، وتحديداً الحيض، يمكن أن يكون ناتجًا عن زيادة تراكم السوائل في جسم الأنثى، وبالتالي كان الحيض طريقة الجسم في تنظيم توازن السوائل والخلط وقد قادت هذه الفكرة الأطباء الرومان إلى عدم ملاحظة مشاكل دورات الطمث؛ كان الحيض المفرط والقليل من المشاكل الطبية التي لاحظها الأطباء. كتب بليني الأكبر، عالم الطبيعة الروماني، أن سائل الدورة الشهرية يمكن أن يذبل الفاكهة، ويسبب الجنون في الكلاب، ويبهت المرايا والحديد الصدأ والبرونز، ويقتل النحل، ويلوث الأقمشة الأرجوانية، ويسبب الإجهاض في الخيول والبشر، والمحاصيل الحامضة. كما يعتقد أنه إذا حاضت المرأة أثناء خسوف القمر أو كسوف الشمس، فقد يؤدي الاتصال الجنسي إلى الوفاة. كما ذكر بليني أن لمسة المرأة الحائض يمكن أن تعالج بعض الحالات الطبية مثل النقرس والحمى والحمراء وسرطان الجلد وعضات الكلاب المصابة بداء الكلب. بصرف النظر عن الاستخدامات الطبية، أدرج بليني عددًا من الاستخدامات الخارقة للطبيعة على سبيل المثال، لم يكن بوسع المجوس أداء أي مآثر سحرية إذا كان دم الحيض قد لامس عتبات منازلهم وكان يعتقد أيضًا أن سائل الدورة الشهرية يمكن أن يلوث المداخل، وبالتالي المنازل.

### النزيف مهبلي والإفرازات
النزيف المهبلي هو خروج الدم من المهبل. وقد  وصف جالينوس امرأة تعاني من هذه الحالة بـ «التدفق الأنثوي» ومن الأسماء الأخرى لهذه الحالة «التدفق غير الطبيعي» و «تدفق الحيض» و «نزيف الرحم». كان جوفينال شاعرًا رومانيًا معروفًا بهجوياته  حيث وصف أحيانًا الإفرازات المهبلية، وهي عبارة عن مجموعة من الخلايا والبكتيريا والسائل المستخدم لحماية المهبل وتزليقه على أنه «سيل كبير من الشهوة المطلقة» وهو يسيل على ساقي المرأة لفكرة الانخراط في تفاعلات «نشطة» مع الرجل. وذكر جوفينال أيضًا أنه «لن تقول أي امرأة لا لفرجها الرطب»، ووصف زانية عائدة إلى المنزل مع سائل على ثوبها، ربما يكون السائل المنوي أو إفرازات مهبلية.

### متلازمة ما قبل الحيض
يعرّف الأطباء المعاصرون متلازمة ما قبل الحيض على أنها متلازمة تؤدي إلى العديد من الاضطرابات لدى النساء قبل الحيض والتي تتضمن أعراض مثل التهيج وتغيرات في الحالة المزاجية  ربما لاحظ الأطباء الرومان القدماء هذه المتلازمة عند النساء حيث ذكروا أن الحيض يحدث مرة واحدة في لحظة معينة كل شهر، ومن الممكن أن تكون هذه النظرية قد صممت لتفسير المتلازمة.

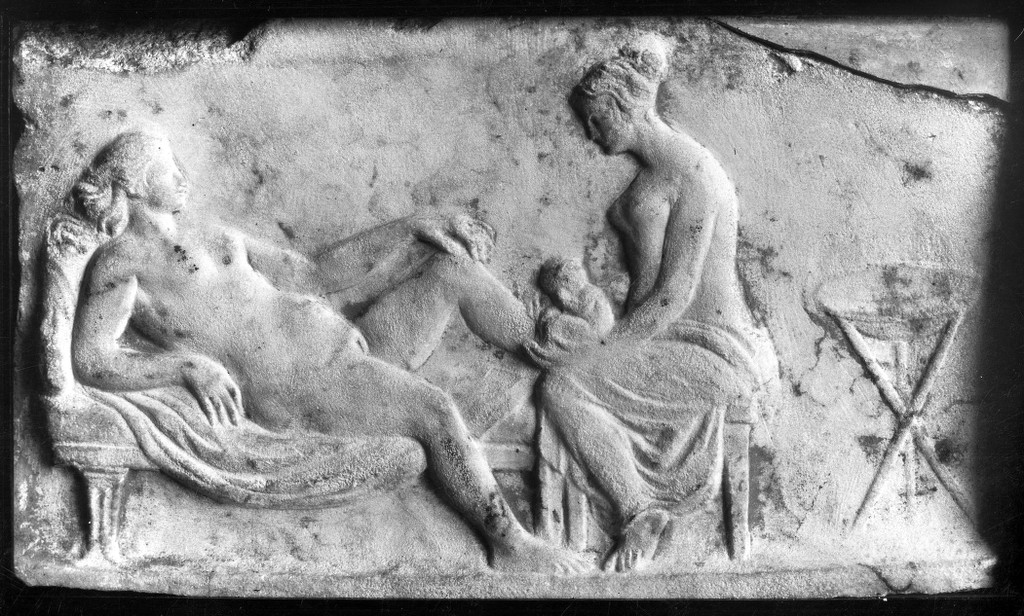
قابلة رومانية تساعد امرأة في الولادة

### الولادة
كان للولادة في روما القديمة معدل وفيات مرتفع للأمهات حيث تشير التقديرات الحديثة إلى وفاة 17 امرأة مقابل كل 1000 ولادة من الممكن أن يكون هذا بسبب صغر سن الزواج في روما. يعتقد الأطباء الرومان أن الجنين يمكن أن يصاب من خلال «جنين معيب».
يعتقد أطباء أمراض النساء القدماء أيضًا أن الجنين يمكن أن يضر بصحة الأم. قسم أبقراط الحمل إلى فترات أربعين يومًا حيث تمثل الفترة الأولى الوقت الذي كانت فيه مخاطر الإجهاض هي الأعلى، والأربعين يومًا الأخيرة كانت عندما يكون الجنين أكثر نشاطًا وكتب سورانوس أنه خلال فترة الحمل بدأت النساء بالرغبة في تناول مواد مثل الفحم. وقد تم استخدام التمائم والأشياء السحرية الأخرى لضمان أن تلد الأم في الوقت المحدد.